# Пітер Дікінсон
Пітер Малкольм де Бріссак Дікінсон (англ. Peter Malcolm de Brissac Dickinson, 16 грудня 1927 — 16 грудня 2015) — англійський прозаїк і поет, передовсім відомий як автор науково-фантастичних творів для дітей та детективних романів.
Дікінсон отримав медаль Карнегі від Library Association за Tulku (1979) та City of Gold (1980), обидві були визнані як найкращі дитячі книги року.